# Unione Sportiva Fiumana
La Unione Sportiva Fiumana va ser un club de futbol italià de la ciutat de Fiume, a l'actual Croàcia. Va ser fundat el 1926 i va desaparèixer el 1945. Va jugar diverses temporades en la Serie B, la segona lliga de futbol en importància al país.

## Història
Va ser fundat el 2 de setembre a l'actual ciutat croata de Rijeka després de la fusió de l'equip del Gloria Fiume amb l'Olympia Fiume, en els anys en què la ciutat formava part del Regne d'Itàlia i era més coneguda com a Fiume.
Durant la seva història va militar en l'estructura del futbol italià, passant la major part de la seva història entre la segona i tercera categoria, en la qual en la temporada 1942-43 va acabar en l'última posició del Grup A.
En finalitzar aquesta temporada, el club va quedar actiu sota el nom de R.Fiumana fins al juliol de 1946. L'any anterior la ciutat de Rijeka va passar a formar part de Iugoslàvia en finalitzar la Segona Guerra Mundial i les noves autoritats van canviar el nom del club a S.C.F. Quarnero i el 1954 a NK Rijeka, que avui juga a Croàcia.

## Palmarès
- Serie C: 1

1940/41

## Jugadors destacats
- Rodolfo Volk
- Ezio Loik
- Mario Varglien

## Rècords
- Major victòria com a local: 4-0 vs. AC Reggiana (temporada 1928/29)
- Major victòria com a visitant: 8-1 vs. Inter de Milà (temporada 1928/29)
- Pitjor derrota com a local: 0-2 vs. Bolonya FC (temporada 1928/29)
- Pitjor derrota com a visitant: 0-11 vs. Juventus FC (temporada 1928/29)